# Superaliaj
Superaliajul (sau aliaj de înaltă performanță), este un aliaj cu capacitatea de a opera la o fracțiune mare din punctul său de topire. Dezvoltarea superaliajelor s-a bazat foarte mult pe inovațiile chimice.

## Caracteristici
Câteva caracteristici cheie ale unui superaliaj sunt: rezistența mecanică excelentă, rezistența la deformarea termică a fluajului, stabilitatea bună a suprafeței și rezistența la coroziune sau oxidare.
Aplicația principală pentru astfel de aliaje este în motoare aerospațiale și cu turbină marină.
Din punct de vedere istoric, superaliajele pe bază de cobalt au depins de precipitațiile de carbură și de consolidarea soluției solide pentru proprietăți mecanice.

## Chimie
Structura cristalului este de obicei austenitică cubică centrată pe față. Exemple de astfel de aliaje sunt aliajele Hastelloy, Inconel, Waspaloy, Rene, aliajele Incoloy, MP98T, TMS și aliajele cu un singur cristal CMSX. Dezvoltarea superaliajelor s-a bazat foarte mult atât pe inovațiile chimice, cât și pe cele ale proceselor. Superaliajele dezvoltă rezistența la temperaturi ridicate prin întărirea soluției solide.

### Dezvoltarea chimică
Deoarece aceste aliaje sunt destinate aplicațiilor cu temperaturi ridicate (adică păstrându-și forma la temperaturi apropiate de punctul de topire), rezistența la fluaj și la oxidare are o importanță primară. Superaliajele pe bază de nichel (Ni) au apărut ca material la alegere pentru aceste aplicații din cauza precipitațiilor lor unice. Se pot adăuga numeroase alte elemente, obișnuite și exotice, incluzând nu numai metale, dar și metaloizi și nemetale; metalele: crom, fier, cobalt, molibden, tungsten, tantal, aluminiu, titan, zirconiu, niobiu, reniu, litiu, vanadiu, carbon, bor și hafniu sunt doar câteva exemple de adaosuri de aliere utilizate. Fiecare dintre aceste completări a fost aleasă pentru a servi un scop anume în optimizarea proprietăților pentru aplicarea la temperaturi ridicate.

## Prelucrarea superaliajelor
Există multe forme de superaliaje prezente într-un motor cu turbină cu gaz, iar metodele de prelucrare variază mult în funcție de proprietățile necesare ale fiecărei părți specifice.

### Turnare și forjare
Turnarea și forjarea sunt tehnici tradiționale de prelucrare metalurgică care pot fi utilizate atât pentru a genera atât produse policristaline cât și monocristaline. Turnările policristaline tind să aibă o rezistență mai mare la fractură, în timp ce turnările monocristaline au o rezistență mai mare la fluaj.

### Solidificarea direcțională
Solidificarea direcțională folosește un gradient termic pentru a promova nuclearea boabelor de metal pe o suprafață de temperatură joasă, precum și pentru a promova creșterea acestora de-a lungul gradientului de temperatură.

#### Creșterea unui singur cristal
Creșterea unui singur cristal începe cu un cristal de semințe, care este utilizat pentru modelarea creșterii unui cristal mai mare. Procesul general este lung, iar prelucrarea suplimentară prin prelucrare este necesară după creșterea cristalului unic.

## Fabricarea aditivilor
Există o procedură de fabricație aditivă folosită pentru a crea forme complexe detaliate dintr-un fișier CAD. În CAD, o formă este proiectată și apoi transformată în felii.

## Domenii de utilizare / aplicare
Superaliajele pe bază de nichel sunt utilizate în structuri portante la cea mai ridicată temperatură omologă a oricărui sistem comun de aliaje (Tm = 0,9 sau 90% din punctul de topire). Printre cele mai solicitante aplicații pentru un material structural sunt cele din secțiunile fierbinți ale motoarelor cu turbină. Aplicațiile energetice și componentele lor fabricate din superaliaje includ:
- Turbine cu gaz (lame de turbină).
- Centrale solare termice (tije din oțel inoxidabil care conține apă încălzită).
- Turbine cu abur (palete de turbină și carcasa cazanului).
- Schimbătoare de căldură pentru sisteme cu reactor nuclear.